# Хронологія Ленінопаду (2016)
У цій статті в хронологічному порядку наведено перелік подій, які відбувалися в рамках Ленінопаду в 2016 році. Перший головний розділ вміщує демонтажі, знесення та повалення пам'ятників Володимиру Леніну. Окремими розділами наведені події демонтажів та повалень пам'ятників іншим комуністичним діячам, а також ліквідації радянських символів під час Ленінопаду. Окрім того, окремо наведено перелік подій, під час яких демонтажам, знесенням чи пошкодженням яких чинили опір. Перелік подій, дата яких невідома, також поданий окремим розділом.

## 2016

### Січень
1. 1 січня — Піщане, Кременчуцький район, Полтавська область. Повалено[1].
2. 6 січня — Торецьк, Донецька область. Повалено[2].
3. 15 січня — Куп'янськ-Вузловий, Харківська область[3].
4. 15 січня — Ківшарівка, Харківська область[4].
5. 21 січня — Куп'янськ, Харківська область. Повалено[5].
6. 21 січня — Просянка, Харківська область.[5]
7. 30 січня — Вельбівка, Гадяцький район, Полтавська область. Повалено[6].
8. 30 січня — Ручки, Гадяцький район, Полтавська область. Повалено[6].

### Лютий
1. 3 лютого — Великі Будища, Гадяцький район, Полтавська область. Повалено[7].
2. 5 лютого — Золочів, Харківська область. Повалено[8][9].
3. 6 лютого — Харків. Повалено на вул. Тархова[10].
4. 6 лютого — Червоногригорівка, Дніпропетровська область[11].
5. 8 лютого — Коржі, Київська область[12].
6. 10 лютого — Путивль, Сумська область[13].
7. 10 лютого — Зоряне, Дніпропетровська область[14].
8. 10 лютого — Козіївка, Харківська область[15].
9. 11 лютого — Озера, Полтавська область[16].
10. 11 лютого — Козельщина, Полтавська область[16].
11. 11 лютого — Сахновщина, Харківська область[17].
12. 11 лютого — Томаківка, Дніпропетровська область.[18]
13. 12 лютого — Ізмаїл, Одеська область.[19][20].
14. 12 лютого — Бердянськ, Запорізька область. Мікрорайон АЗМОЛ.[19]
15. 13 лютого — Красносілка, Кіровоградська область. Повалено[21].
16. 13 лютого — Короп, Чернігівська область[22].
17. 15 лютого — Щорс, Чернігівська область[23].
18. 15 лютого — Гребінка, Полтавська область[24].
19. 16 лютого — Вільховатка, Полтавська область[25].
20. 16 лютого — Лісове (смт), Кіровоградська область[26].
21. 17 лютого — Петрівське (Білозерський район), Херсонська область.
22. 17 лютого — Нікополь, Дніпропетровська область[27][28].
23. 17 лютого — Ізмаїл, Одеська область.[29]
24. 17 лютого — Харків. Погруддя.[30]
25. 17 лютого — Середина-Буда, Сумська область.[31]
26. 17 лютого — Кам'янське, Дніпропетровська область.[32]
27. 17 лютого — Межова, Дніпропетровська область.[33]
28. 17 лютого — Петрівці, Полтавська область[34].
29. 18 лютого — Первомайський, Харківська область[35].
30. 18 лютого — Ізюм, Харківська область[36].
31. 18 лютого — Борова, Харківська область[37].
32. 18 лютого — Вільнянськ, Запорізька область.[38]
33. 18 лютого — Марганець, Дніпропетровська область[39].
34. 18 лютого — Куйбишеве, Полтавська область[40].
35. 19 лютого — Печеніги, Харківська область[41].
36. 19 лютого — Лисичанськ, Луганська область. Повалено[42].
37. 19 лютого — Олександропіль, Дніпропетровська область[43].
38. 19 лютого — Врадіївка, Миколаївська область[44].
39. 20 лютого — Покровська Багачка, Полтавська область[45].
40. 21 лютого — Славгород, Дніпропетровська область[46].
41. 21 лютого — Михайлівка, Дніпропетровська область[46].
42. 21 лютого — Новоолександрівка, Дніпропетровська область[46].
43. 21 лютого — Кислянка, Дніпропетровська область[46].
44. 21 лютого — Чапаєвка, Запорізька область[47]
45. 21 лютого — Козіївка, Краснокутський район, Харківська область[48].
46. 23 лютого — Майданецьке, Черкаська область[49].
47. 24 лютого — Липці, Харківська область. Повалено[50]
48. 24 лютого — Кислиця, Ізмаїльський район, Одеська область[51].
49. 24 лютого — Муравлівка, Ізмаїльський район, Одеська область[51].
50. 24 лютого — Конотоп, Сумська область[52]
51. 26 лютого — Тарутине, Одеська область[53][54][55]
52. 26 лютого — Арциз, Одеська область[56].

### Березень
1. 2 березня — Пищики (Сквирський район), Київська область.[57]
2. 3 березня — Тарасівка (Пологівський район), Запорізька область[58].
3. 3 березня — Володимиро-Іллінка (Новотроїцький район), Херсонська область[59].
4. 3 березня − Демидівка, Тростянецький район, Вінницька область.[60]
5. 4 березня — Арбузинка, Миколаївська область[61].
6. 5 березня — Серпневе, Одеська область.[62]
7. 5 березня — Ковалівка (Шишацький район), Полтавська область.[63]
8. 7 березня — Ковердина Балка, Полтавська область.[64]
9. 9 березня — Пришиб (Шишацький район), Полтавська область.[65]
10. 10 березня — Есхар, Харківська область. Повалено[66][67].
11. 11 березня — Іванівка, Одеська область.[68].
12. 12 березня — Цупівка, Харківська область. Повалено[69].
13. 13 березня — Лабушне, Одеська область[70].
14. 13 березня — Новгородське, Донецька область. Повалено[71].
15. 14 березня — Росоша, Вінницька область.[72][73]
16. 15 березня — Якимівка, Запорізька область. Знесено[74].
17. 15 березня — Іванівка, Очаківський район, Миколаївська область.[75]
18. 17 березня — Баштанків, Одеська область[76].
19. 17 березня — Запоріжжя, Запорізька область. Демонтаж тривав 30 годин (протягом 16-17.03.2016), підготовчі роботи — 6 днів[77][78].
20. 18 березня — Гранітне, Волноваський район, Донецька область[79].
21. 18 березня — Шевченкове, Шевченківський район, Харківська область[80].
22. 18 березня — Бережівка, Чернігівська область. Повалено[81].
23. 19 березня — Леміщине, Харківська область. Повалено[82].
24. 19 березня — Лютівка, Харківська область. Повалено[82].
25. 20 березня — Виноград, Черкаська область. Повалено.[83]
26. 21 березня — Нова Миколаївка, Барвінківський район, Харківська область. Повалено[84].
27. 21 березня — Одноробівка, Харківська область.[85]
28. 21 березня — Петрівське, Харківська область. Повалено.[86]
29. 26 березня — Комишня, Полтавська область.[87]
30. 28 березня — Писарівка Кодимського району, Одещина.[88]
31. 29 березня — Веселе, Запорізька область.[89]
32. 29 березня — Серби Кодимського району, Одещина.[90]
33. 31 березня — Шостка, Сумська область.[91]
34. 31 березня — Шостка (сел. імені Куйбишева), Сумська область.[92]
35. 31 березня — Шостка (вул. Депутатська), Сумська область.[93]
36. 31 березня — Сіверодонецьк, Луганська область.[94]

### Квітень
1. 1 квітня — Ждани, Полтавська область.[95]
2. 2 квітня — Червоноблагодатне, Херсонська область. демонтовано[96]
3. 5 квітня — Олександрівка, Харківщина. Повалено[97].
4. 5 квітня — Лютівка, Харківщина. Повалено[97].
5. 6 квітня — Жовнине, Черкаська область.[98]
6. 6 квітня — Курінь, Чернігівська область.
7. 8 квітня — Балаклія, Харківщина.[99]
8. 8 квітня — Лозова, Харківщина.[100]
9. 10 квітня — Зачепилівка, Харківська область.[101]
10. 11 квітня — Савинці, Харківська область. Пам'ятник біля цукрозаводу.[102]
11. 11 квітня — Савинці, Харківська область. Другий пам'ятник.[103]
12. 11 квітня — Есхар, Харківська область.[104]
13. 11 квітня — Василівка, Запорізька область.[105]
14. 11 квітня — Красноград, Харківська область.[106]
15. 12 квітня — Чугуїв, Харківська область.[107]
16. 12 квітня — Вовчанськ, Харківська область.[108]
17. 12 квітня — Барвінкове, Харківська область.[109]
18. 12 квітня — Панютине, Харківська область.[110]
19. 12 квітня — Токмак, Запорізька область.[111]
20. 12 квітня — Пироги, Полтавська область.[112][113]
21. 13 квітня — Велика Бабка, Харківська область.[114]
22. 14 квітня — Зміїв, Харківська область. Повалено[115]
23. 14 квітня — Сидоренкове, Харківська область.[116]
24. 14 квітня — Шевченкове, Харківська область.[117]
25. 14 квітня — Курортне, Зміївський район, Харківська область[118]
26. 14 квітня — Харків. Територія Харківського приладобудівного заводу імені Шевченка. Демонтовано[119].
27. 15 квітня — Київ. Територія Київського заводу «Більшовик». Демонтовано[120].
28. 15 квітня — Харків. Територія колишньої Харківської панчішної фабрики. Повалено[121].
29. 15 квітня — Харків. Територія Харківського заводу «Будгідропривід»[122].
30. 18 квітня — Ігнатпіль, Овруцький район, Житомирщина. Демонтовано погруддя Леніну[123].
31. 19 квітня — Дроздівка, Куликівський район, Чернігівська область. Демонтовано[124].
32. 21 квітня — Кулиничі, Харківщина. Демонтовано Леніна, що сидів[125].
33. 21 квітня — Ставкове, Одещина. Повалено[126].
34. 22 квітня — Просяна, Дніпропетровська область. Повалено погруддя Леніна на території дитсадка «Сонечко».[127]
35. 24 квітня — Кам'янка, Роздільнянський район, Одеська область[128].
36. 25 квітня — Харків. Територія Харківського заводу «Електроважмаш»[129].
37. 25 квітня — Лиманське, Роздільнянський район, Одеська область[130].
38. 25 квітня — Заводське, Полтавська область. В Заводському звалили останнього Леніна[131][132].
39. 25 квітня — Будівельне, Сумська область[133].
40. 26 квітня — Фрунзівка, Одеська область. Демонтовано погруддя Леніну[134].

### Травень
1. 12 травня — Грем'яч, Чернігівська область. Повалено[135].
2. 12 травня — Чернігівка, Запорізька область. Демонтовано: 1 пам'ятник дорослому Іллічу, 1 — підлітку й 1 — погруддя[136].
3. 17 травня — Чорнухи, Полтавська область. Повалено[137][138].
4. 20 травня — Червоний Перекоп, Херсонська область. Демонтовано[139].
5. 20 травня — Гиряві Ісківці, Полтавська область. Демонтовано.[140]
6. 20 травня — Токарі, Полтавська обл. Демонтовано.[141]
7. 20 травня — Богодарівка. Полтавська обл. Демонтовано.[142]
8. 22 травня — Вільна Терешківка, Полтавська область. Демонтовано.[143]
9. 24 травня — Шипувате, Харківська область. Повалено.[144]
10. 24 травня — Біляївка, Нововоронцовський рн.,Херсонська обл.[145]
11. 25 травня — Білівці, Чернівецька область. Демонтовано останній пам'ятник Леніну в Чернівецькій області[146].
12. 25 травня — Олександрівка, Полтавська область.
13. 25 травня — Велика Багачка, Полтавська область. Демонтовано[147].
14. 26 травня — Болград, Одеська область. Демонтовавано пам'ятник[148]
15. 26 травня — Вільнянський район, Запорізька обл. Демонтовано дошку з обличчям Леніна.[149]
16. 26 травня — Запоріжжя. Демонтовано орден Леніна зі стели біля в'їзду до міста.[150]
17. 26 травня — Броварки. Глобинський район, Полтавщина. Демонтовано пам'ятник.[151]
18. 27 травня — Конопляне, Іванівський район (Одеська область). Демонтовано.[152][153]
19. 27 травня — Джугастрове, Іванівський район (Одеська область). Демонтовано.[153][154]
20. 27 травня — Северинівка, Одеська область. Демонтовано.[153]
21. 27 травня — Богунове. Одещина. Демонтовано.[155]
22. 27 травня — Павлинка. Одещина. Демонтовано.[155]
23. 28 травня — Одеса. Остаточно демонтовано пам'ятник Леніну в парку Савицького.[156]
24. 31 травня — Семенівка, Чернігівська область. Демонтовано.[157]

### Червень
1. 3 червня — Косенівка, Черкаська область.[158]
2. 4 червня — Макіївка, Донецька область (тимчасово окупована територія). Повалено.[159]
3. 6 червня — Митрофанівка, Кіровоградська область. Повалено[160].
4. 8 червня — Орлівка Приморського району Запорізької області. Пам'ятник розбито вночі.[161]
5. 8 червня — Олександрія. Комунальні служби демонтували барельєфи Леніна в сквері.[162]
6. 10 червня — Дніпро. Знесено кам'яну брилу з головою Леніна і написом «Победа коммунизма неизбежна» (Перемога комунізму неминуча) біля міськради.[163]
7. 10 червня — Сулимівка.[164]
8. 10 червня — Талалаївка, Чернігівська область.[165][166]
9. 16 червня — Прогрес (Козелецький район), Чернігівська область..[167]
10. 18 червня — Догмарівка (Генічеський район), Херсонська область.[168]
11. 25 червня — Червоне (Генічеський район), Херсонська область.[169]

### Липень
1. 15 липня — Андріївка (Чемеровецький район), Хмельницька область.[170]
2. 16 липня — Бердянськ. Погруддя Леніну.[171]

### Серпень
1. 9 серпня — Клембівка, Вінниччина.[172][173]
2. 11 серпня — Качкарівка (Бериславський район) Херсонська область[174]
3. 22 серпня — Хотивля, Городнянський р-н, Чернігівщина[175]

### Вересень
1. 4 вересня — Піщана, Одеська область.[176]
2. 6 вересня — Баннівка, Одещина.[177][178]

### Жовтень
1. 8 жовтня — Новгород Сіверський, Чернігівська область[179][180]
2. 20 жовтня — Ямпіль, Вінницька область[181]
3. 20 і 21 жовтня — село Довжок (Ямпільський район), Вінницька область[182]
4. 21 жовтня — Судак, АРК. Вночі невідомі знесли пам'ятник встановлений в міському саду[183]

### Листопад
1. 5 листопада — с. Новоселівка Оріхівський район Запорізька область, повалено пам'ятник Леніну[184].

### Грудень
1. 2 грудня — с. Кошаринці Барського району Вінницька обл. повалено останній пам'ятник Леніну в районі[185]
2. 7 грудня — с. Мала Рогань Харківського району Харківської області[186].

## Ліквідація пам'ятників іншим комуністичним діячам та інших радянських символів

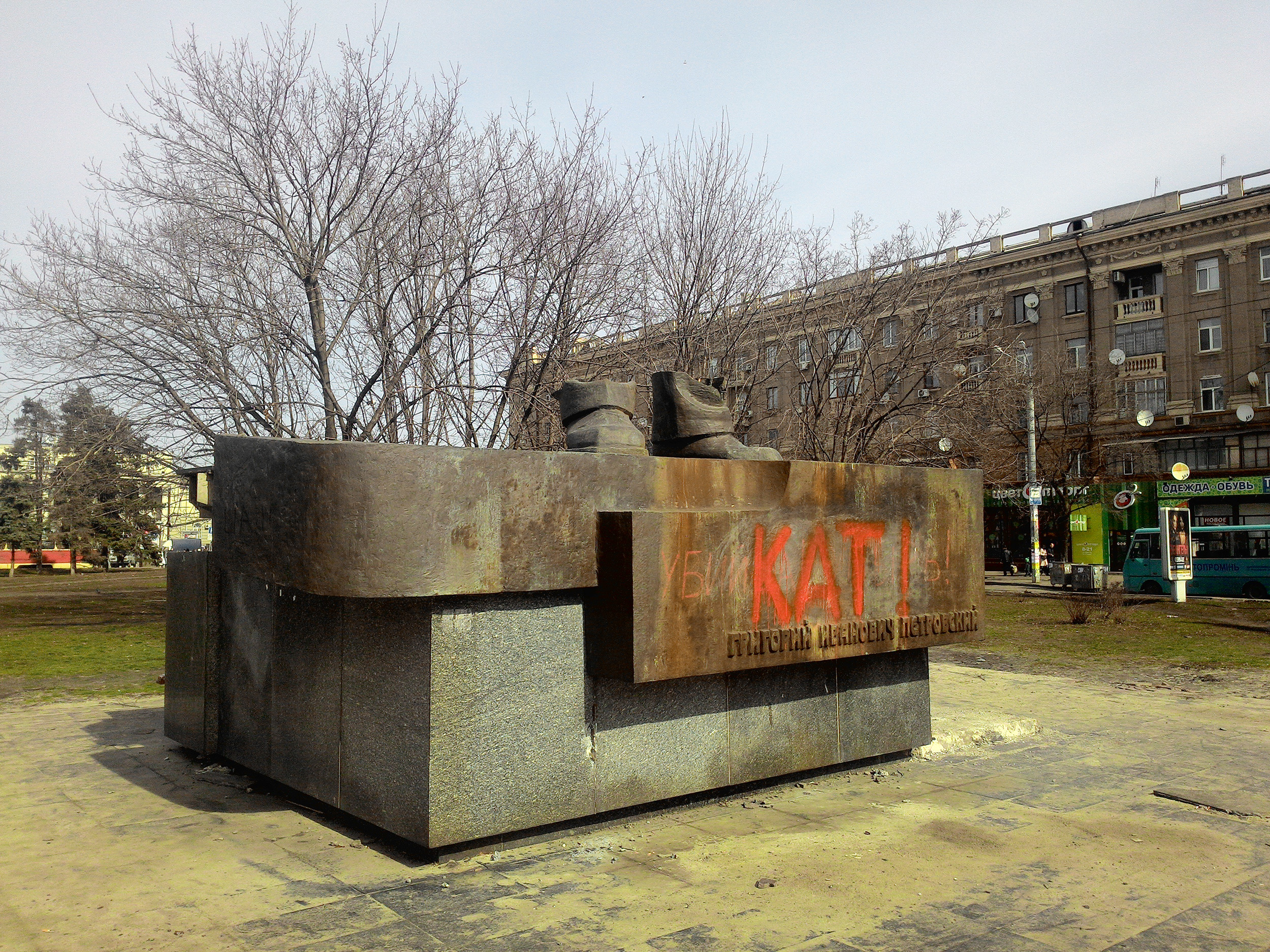
Постамент пам'ятника Петровському (Дніпро, біля вокзалу)

### Січень
1. 13 січня — Вінниця. Демонтовано барельєф на честь встановлення радянської влади з будівлі міської Думи на Соборній вулиці[187].
2. 13 січня — Вінниця. Демонтовано макет радянського ордену Трудового Червоного Прапора[187].
3. 21 січня — Куп'янськ, Харківська область. Повалено пам'ятник Карлу Марксу[5].
4. 22 січня — Краматорськ, Донецька область. Повалено пам'ятник чекісту Миколі Островському[188].
5. 29 січня — Вінниця. Демонтовано стелу учасникам Жовтневого перевороту[189].
6. 29 січня — Дніпро. Повалено пам'ятник Григорію Петровському[190].
7. 30 січня — Сергіївка, Гадяцький район, Полтавська область. Повалено пам'ятник Дзержинському[191][192].
8. 30 січня — Харківці, Гадяцький район, Полтавська область. Повалено пам'ятник Чапаєву[191].
9. 30 січня — Лисівка, Гадяцький район, Полтавська область. Повалено пам'ятник Кірову[191].

### Лютий
1. 4 лютого — Бобрик, Полтавська область. Знесено пам'ятник Щорсу[193].
2. 5 лютого — Харків. Знято радянську символіку[194].
3. 7 лютого — Харків. Демонтовано дошку «героям великого жовтня»[195].
4. 12 лютого — Кам'янське, Дніпропетровська область. У вестибюлі міськради знято зірки «Героїв СРСР» та «соціалістичної праці»[196].
5. 12 лютого — Харків. Демонтовано дошку Петровському[197].
6. 15 лютого — Ананьїв, Одеська область. Демонтовано бюст Карла Маркса[198].
7. 16 лютого — Кропивницький. Розпочато демонтаж радянської символіки зі стели Леніну в Центральному сквері[199].
8. 16 лютого — Дніпро. З будівлі обласної ради комунальники демонтували меморіальну дошку радянському партійному діячеві Володимирові Щербицькому[200].
9. 16 лютого — Лісове, Кіровоградська область. Зі стели, розташованої поряд з центральною площею, демонтували конструкцію із зображенням радянського герба[201].
10. 17 лютого — Кам'янське. Знято пам'ятник Феліксу Дзержинському[202].
11. 17 лютого — Первомайський, Харківська область. Знято зображення Леніна[203].
12. 17 лютого — Каховка, Херсонська область. Демонтували Блюхера[204].
13. 17 лютого — Київ. Знято пам'ятну дошку газеті «Искра»[205].
14. 18 лютого — Царичанка, Дніпропетровська область. Демонтовано дошку щодо «проголошення радянської влади»[206].
15. 18 лютого — Кривий Ріг, Дніпропетровська область. Знято пам'ятник Фрунзе[207].
16. 18 лютого — Кам'янське, Дніпропетровська область. Знято останній пам'ятник Дзержинському[208].
17. 18 лютого — Ромни, Сумська область. Знято пам'ятник Островському, комсомольцям, а також радянську символіку на Домі культури[209].
18. 19 лютого — Ізмаїл, Одеська область. Прибрано радянський герб з будівлі лікарні[210].
19. 20 лютого — Середина-Буда, Сумська область. Знято пам'ятник «Ходоки до Леніна»[211].
20. 20 лютого — Первомайськ, Миколаївська область. Знесено пам'ятник Петровському[212].
21. 20 лютого — Краматорськ, Донецька область. Знесено пам'ятну табличку комсомольцям[213].
22. 20 лютого — Кам'янське, Дніпропетровська область. Над прохідною Дніпровського металургійного комбінату знято літери із напису «Дніпровський Металургійний Комбінат імені Ф. Е. Дзержинського»: збили напис «імені Ф. Е. Дзержинського»[214]. Також демонтовано і розташований поруч з написом орден Леніна[215].
23. 21 лютого — Кривий Ріг, Дніпропетровська область. Знесено пам'ятник комуністу Василю Валявці[216].
24. 21 лютого — Михайлівка, Дніпропетровська область. Демонтовано пам'ятник Котовському[46].
25. 23 лютого — Кам'янське, Дніпропетровська область. Знято меморіальну дошку присвячену Л. І. Брежнєву[217].
26. 24 лютого — Черкаські Тишки, Харківська область. Повалено пам'ятник Карлу Марксу[218].
27. 24 лютого — Конотоп, Сумська область. Демонтовано пам'ятник Новікову[52].
28. 25 лютого — Харків. Демонтовано стелу «комсомольцям» на території ХТЗ[219].
29. 29 лютого — Панютине, Лозівський район, Харківська область. Знято пам'ятник Феліксу Дзержинському[220].

### Березень
1. 4 березня — Кірове, Запорізька область. Пам'ятник Кірову, проданий через аукціон за 1500 грн, демонтовано покупцем за власний кошт[221].
2. 5 березня — Дніпро. Повалено погруддя Артема на території підприємства Дніпроважпапірмаш[222].
3. 6 березня — Кислиця, Ізмаїльський район, Одеська область. Повалено пам'ятник Кірову[223].
4. 7 березня — Маріуполь, Донецька область. Демонтовано мармурові плити, присвячені більшовикам[224].
5. 8 березня — Южне, Одеська область. Шкільне панно з зображенням Леніна і його цитат було закрито теплоізоляційними плитами[225].
6. 9 березня — Запоріжжя. Демонтовано погруддя Орджонікідзе, що було розташоване навпроти Орджонікідзевської райадміністрації[226].
7. 9 березня — Дніпро. Демонтовано погруддя Калініна, що знаходилось на вході до однойменного скверу[227].
8. 10 березня — Кам'яна Яруга, Харківська область. Повалено пам'ятник Кірову[66].
9. 10-11 березня — Запоріжжя. Демонтовано пам'ятник Дзержинському[228].
10. 10 березня — Кам'яна Яруга, Харківщина. Повалено пам'ятник Кірову[67].
11. 11 березня — Запоріжжя. Біля однойменного палацу культури прибрано пам'ятник Кірову[229]. Перевезено на склад ЗАлКа[230].
12. 16 березня — Дніпро. Демонтовано погруддя Кірову[231].
13. 21 березня — Маріуполь, Донецька область. Погруддя Дзержинському вкрадено перед демонтажем. Директор місцевого центру опіки, де знаходився об'єкт, своїми силами демонтувала його і сховала, обіцяючи передати тільки до музею комуністичних символів[232].

### Квітень
1. 2 квітня — Маріуполь, Донецька область. Демонтовано пам'ятник Орджонікідзе біля МК «Азовсталь»[233].
2. 3 квітня — Нова Водолага, Харківська область. Демонтовано дошку Михаїлу Калініну[234].
3. 4 квітня — Бердянськ, Запорізька область. Демонтовано знак «Орден Леніна»[235].
4. 6 квітня — Запоріжжя. Демонтовано дошку чекісту Йогану Леппіку[236].
5. 6 квітня — Запоріжжя. Демонтовано дошку червоногвардійцю І.Грязнову[236].
6. 6 квітня — Запоріжжя. Демонтовано дошку Першій раді робітничих і солдатських депутатів[236].
7. 6 квітня — Запоріжжя. Демонтовано дошку встановлену на честь ювілею Жовтневої революції[236].
8. 7 квітня — Куп'янськ, Харківська область. Демонтовано погруддя Дзержинському[237].
9. 7 квітня — Кременчук, Полтавська область. Демонтовано меморіальну дошку революціонеру Афанасію Бутиріну[238].
10. 8 квітня — Кременчук, Полтавська область. Демонтовано серп і молот на площі Незалежності[239].
11. 11 квітня — Кременчук, Полтавська область. Демонтовано пам'ятник Котлову[240].
12. 11 квітня — Запоріжжя. Демонтовано дошку Власу Чубарю[241].
13. 11 квітня — Харків. Демонтовано пам'ятник Феліксу Дзержинському[242].
14. 13 квітня — Луцьк. Демонтовано пам'ятник Степанові Бойко — http://www.volynpost.com/news/67676-u-lucku-demontuvaly-pamiatnyk-stepanu-bojku-foto
15. 13-14 квітня — Запоріжжя. Демонтовано пам'ятник Тривожній молодості[243].
16. 17 квітня — Одеська область. Демонтовано пам'ятник Кірову[244].
17. 18-19 квітня — Запоріжжя. Демонтовано напис «имени В. И. Ленина» та макети радянських орденів з греблі ДніпроГЕСу.[245]
18. 18 квітня — Київ. На вул. Шовковичній 8/20 невідомі люди зняли дошку Ванді Василевській[246].
19. 18 квітня — Кривий Ріг, Дніпропетровська область. Біля заводу «Криворіжсталь» демонтовано герб з зображенням Леніна і герб СРСР[247].
20. 20 квітня — Кривий Ріг, Дніпропетровщина. Демонтовано дошку Дмитру Мануїльському[248].
21. 21 квітня — Миргород, Полтавщина. В цьому місті прибрано два останні пам'ятника комунізму: Демонтовано Стелу комсомольцям та пам'ятник Павлу Корчагіну[249].
22. 26 квітня — Фрунзівка, Одеська область. Демонтовано пам'ятник та погруддя Фрунзе[134].

### Травень
1. 10 травня — Харків. Зафарбовано панно «Ленін і наука»[250].
2. 13 травня — Дніпро. З театру російської драми ім. Горького знято горельєфи Орджонікідзе, Калініна та Ворошилова[251].
3. 17 травня — Херсон. На стелі на площі Перемоги замінено дати з 1941—… на 1939—…. Також прибрано орден перемоги.[252][253]
4. 20 травня — Мирноград, Донецька область. Демонтовано пам'ятник Георгію Димитрову[254].
5. 21 травня — Миколаїв. Демонтовано пам'ятник Григорію Петровському[255].
6. 21 травня — Київ. Демонтовано пам'ятник Надії Крупської[256].
7. 21 травня — Київ. Демонтовано пам'ятник Віталію Примакову (Наводницький парк)[257].
8. 22 травня — Київ. Демонтовано меморіальну дошку Глібу Крижанівському[258].
9. 22 травня — Київ. Демонтовано пам'ятник Миколі Островському (Повітрофлотський проспект)[259].
10. 22 травня — Київ. Демонтовано меморіальну дошку Дем'яну Коротченку[260].
11. 22 травня — Дніпро. Демонтовано літери зі стели на в'їзді до міста[261].
12. 23 травня — Бобрик Перший, Одеська область. Демонтовано пам'ятник Миколі Щорсу[262].
13. 23 травня — Глобине, Полтавська область. Демонтовано пам'ятний знак на місці розстрілу селянами радянських продзагонівців[263].
14. 25 травня — Львів. Демонтовано меморіальну дошку радянським письменникам Тудору і Гаврилюку.[264]
15. 27 травня — Богунове (село), Іванівський район (Одеська область), Одеська область. Демонтовано пам'ятник чекісту[265]
16. 27 травня — Херсон. Демонтовано пам'ятник Цюрупі.[266]
17. 29 травня — Київ. Демонтовано (остаточно) пам'ятник чекістам.[267]
18. 30 травня — Мирноград, Донецька область. Демонтовано пам'ятник Стаханову.[268]

### Червень
1. 1 червня — Бровари, Київщина. Зруйновано пам'ятник працівникам НКВС.[269]
2. 7 червня — Запоріжжя. Декомунізовано обеліск в пам'яті про загиблих учасників повстання 1905 року.[270]
3. 8 червня — Полтава. Облито фарбою пам'ятний камінь на алеї ветеранів партії і комсомолу. Згодом, в листопаді 2016-го пам'ятник знову облили, цього разу синьою фарбою.[271]
4. 10 червня — Мала Олександрівка. Зруйновано радянську пропагандистську плиту.[272]
5. 20 червня — Харків, з Лопанського мосту прибрано комуністичні символи.[273]
6. 22 червня — Жмеринка. На центральній арці біля в'їзду до міста червону зірку замінено тризубом.[274]
7. 23 червня — Запоріжжя. Демонтовано другу дошку Власу Чубарю.[275]
8. 23 червня — Запоріжжя. Демонтовано дошку Червоній Гвардії та першому Запорізькому Ревкому.[276]
9. 23 червня — Чернігів. Демонтовано погруддя Примакову на Алеї Героїв.[277]

### Липень
1. 4 липня — Житомир. Демонтовано герб СРСР, дошка про «нагородження міста орденом червоного прапора», що на вул. Перемоги.[278]
2. 5 липня — Харків, завод ім. Малишева. На стелі на честь творців танку Т-34 зірку і серп з молотом замінено тризубом.[279][280]
3. 6 липня — Київ. На вулиці Великій Васильківській прибрано радянську символіку, герб СРСР з зіркою.[281]
4. 12 липня — Сосниця Чернігівської області. Демонтовано обеліск Д. І. Артюхову та С. В. Шелудьку.[282]
5. 12 липня — Глобине. Демонтовано зображення Леніна і герб СРСР.[283]
6. 13 липня — Житомир. Незважаючи на розпорядження мера міста Сергія Сухомлина про «призупинення декомунізації», було демонтовано погруддя комуністам Шелушкову та Бородію.[284][285]
7. 15 липня — Київ. Невідомими повалено пам'ятник Сидору Ковпаку.[286]
8. 18 липня — Чернігів. Демонтовано барельєф, присвячений червоноармійцям.[287]
9. 29 липня — Миколаїв. Демонтовано погруддя Чигрина.[288]

### Серпень
1. 12 серпня — Долматівка, Херсонщина. Демонтовано серп і молот на стелі біля в'їзду до села.[289]
2. 18 серпня — Київ. З «Українського дому» демонтовано барельєф «пролетарському шляхові»[290]
3. 19 серпня — Черкаси. На в'їзді до міста демонтовано «орден перемоги»[291]
4. 21 серпня — Довгалівка, Полтавщина. Повалено пам'ятник Чапаєву. Від постаменту лишились тільки частини ніг.[292]
5. 22 серпня — Кам'янка. Демонтовано пам'ятник чекістам.[293]
6. 23 серпня — Київ, у приміщення ВРУ на стелі зафарбовано зображення «Квітуча Україна» з комуністичною символікою.[294]
7. 23 серпня — Хирів. Пам'ятнику невідомому солдату, де за різними даними захоронені бійці або працівники НКВС.[295][296]

### Вересень
1. 3 вересня — Маріуполь, прибрано комуністичні символи на в'їзді до міста[297]
2. 4 вересня — Піщана, Одещина. На вході на стадіон серп і молот замінено тризубом.[298]
3. 5 вересня — Київ, пам'ятник Зої Космодем'янській[299]
4. 5 вересня — Київ, дошка Сидору Ковпаку (вул. Велика Васильківська 129)[300]
5. 5 вересня — Київ, дошка Сергію Байкову (1772—1848), (на розі вул. Байкової та вул. Миколи Грінченка)
6. 5 вересня — Київ, дошка Миколі Раєвському (1771—1829), (вул. Миколи Раєвського, 36)
7. 5 вересня — Київ, дошка Михайлу Кутузову (1745—1813), (вул. Генерала Алмазова, 2)
8. 5 вересня — Київ, дошка Підпільному Радянському ВК ЛКСМУ Києва (вул. Саксаганського, 44)
9. 5 вересня — Київ, дошка Пироговському Олександрові (вул. Тарасівська, 19)
10. 5 вересня — Київ, дошка Українському штабу партизанського руху (вул. Ярославів Вал, 18)
11. 5 вересня — Київ, дошка Газеті «Робітник» (вул. Мала Житомирська, 9-б)
12. 7 вересня — Львів, погруддя письменнику Степану Тудору[301]
13. 17 вересня — Київ, дошка Мойсею Володарському[302]
14. 19 вересня — Житомир, з будівлі СБУ демонтовано дошку «Волинській надзвичайній губернській комісії»[303]
15. 26 вересня — Київ, дошка Київському підпільному міському КП(б) України[304]
16. Київ — дошка міському комітету КПУ (вул. Гоголівська 39)
17. Київ — пропагандистська дошка Щусєву Олексію (вул. Щусєва, 30/6).
18. Київ — дошка Кайсарову Паїсію Сергійовичу (1783—1844), (встановлена[305] 2012 року російськими організаціями Києва, вул. Кайсарова, 1)
19. Київ — дошка Шутову Степану Федоровичу (вул. Машинобудівна 42)
20. Київ — дошка Школі партизанського руху (вул. Івана Крамського 10)
21. 28 вересня — Кропивницький, на вокзалі зі стелі прибрано радянські зірки[306]
22. 28 вересня — Житомир, дошка Шелушкову[307]
23. 28 вересня — Житомир, дошка Бугайченку
24. 28 вересня — Житомир, дошка Баранову
25. 28 вересня — Житомир, дошка Жукову
26. 28 вересня — Житомир, дошка Щорсу
27. 28 вересня — Житомир, герб СРСР і зірка
28. 28 вересня — Житомир, дошка Черняховському
29. 28 вересня — Житомир, дошка про Житомирську раду робітничих селянських солдатських депутатів.
30. 29 вересня — Волноваха, пам'ятник Чапаєву спочатку перейменували в «козака», а згодом демонтували[308]

### Жовтень
1. 29 жовтня — Київ, пам'ятник «Брила—зброя пролетаріату», демонтовано.[309]

### Листопад
1. 7 листопада — Новоселівка Оріхівський район Запорізька область, знято ювілейну дошку «50 років Радянської влади» з будівлі Вільнянської лікарні та інформаційну дошку Орджонікідзевського райкому КПУ (Запоріжжя, вул. Миру, 5)[184].
2. 11 листопада — Дніпро, демонтовано пам'ятні дошки Брежнєву та Щербицькому[310]
3. 12 листопада — Миколаїв, з будівлі міськради демонтовано радянську зірку.[311]
4. 14 листопада — Путятинці Рогатинського району, Івано-Франківщина, демонтовано останній на Прикарпатті пам'ятник Щорсу, що був споруджений 1972 року[312]

### Грудень
1. 21 грудня — Шостці Сумська область прибрали серп і молот з будівлі краєзнавчого музею[313].
2. в Києві на території фабрики Roshen було демонтовано пам'ятник Карлу Марксу[314]

## Пам'ятники, точна дата демонтажу яких невідома
1. Дніпро. На ДМЗ[315].
2. Кегичівка, Харківська область.[316]

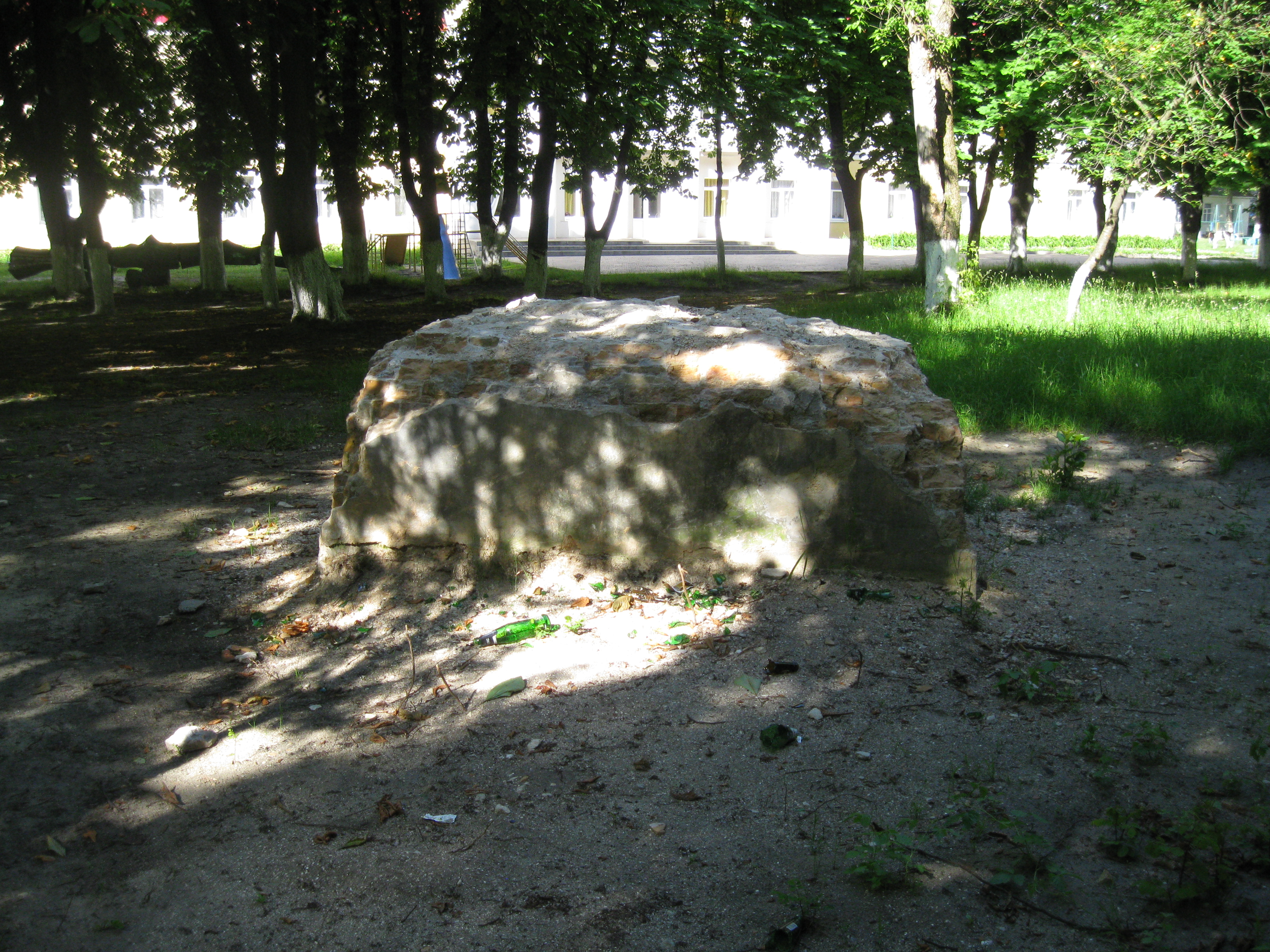
Плужне. Залишок постаменту пам'ятника Леніну

3. Краснянське, Кегичівський район, Харківська область. Демонтовано[316].
4. Запоріжжя. Малиновського 13А, демонтовано в січні 2016[317].
5. Воскобійники, Полтавська область. Кінець лютого 2016 року[318].
6. Ковалівка, Полтавська область. Кінець лютого 2016 року[318].
7. Семенівка, Чернігівська область[319][320].
8. Московське, Сумська область. Місцевою радою проводиться конкурс щодо нової пам'ятки, якою замінять пам'ятник[321].
9. Низи, Сумська область. Повалено наприкінці лютого[322].
10. Ямне, Сумська область. Демонтовано[323].
11. Великий Бобрик, Сумська область. Демонтовано в лютому[324].
12. Зноб-Новгородське, Сумська область. Демонтовано в лютому[325].
13. Грабарівка, Вінницька область. Демонтовано[326].
14. Біловіж, Рокитнівський район, Рівненська область. Демонтовано у березні «зеленого Леніна», який був останнім пам'ятником радянському вождю на Рівненщині[327][328].
15. Богодарівка, Полтавська область. Демонтовано у середині травня[329].
16. Зарічне (Жовтневе), Полтавська область. Демонтовано у середині травня[330].
17. Кізлівка, Полтавська область. Демонтовано у середині травня[331].
18. Білівці, Чернівецька область. Демонтовано у травні.[332]
19. Підлісне, Чернігівщина. Демонтовано в травні.[333]

## Пошкодження пам'ятників Леніну

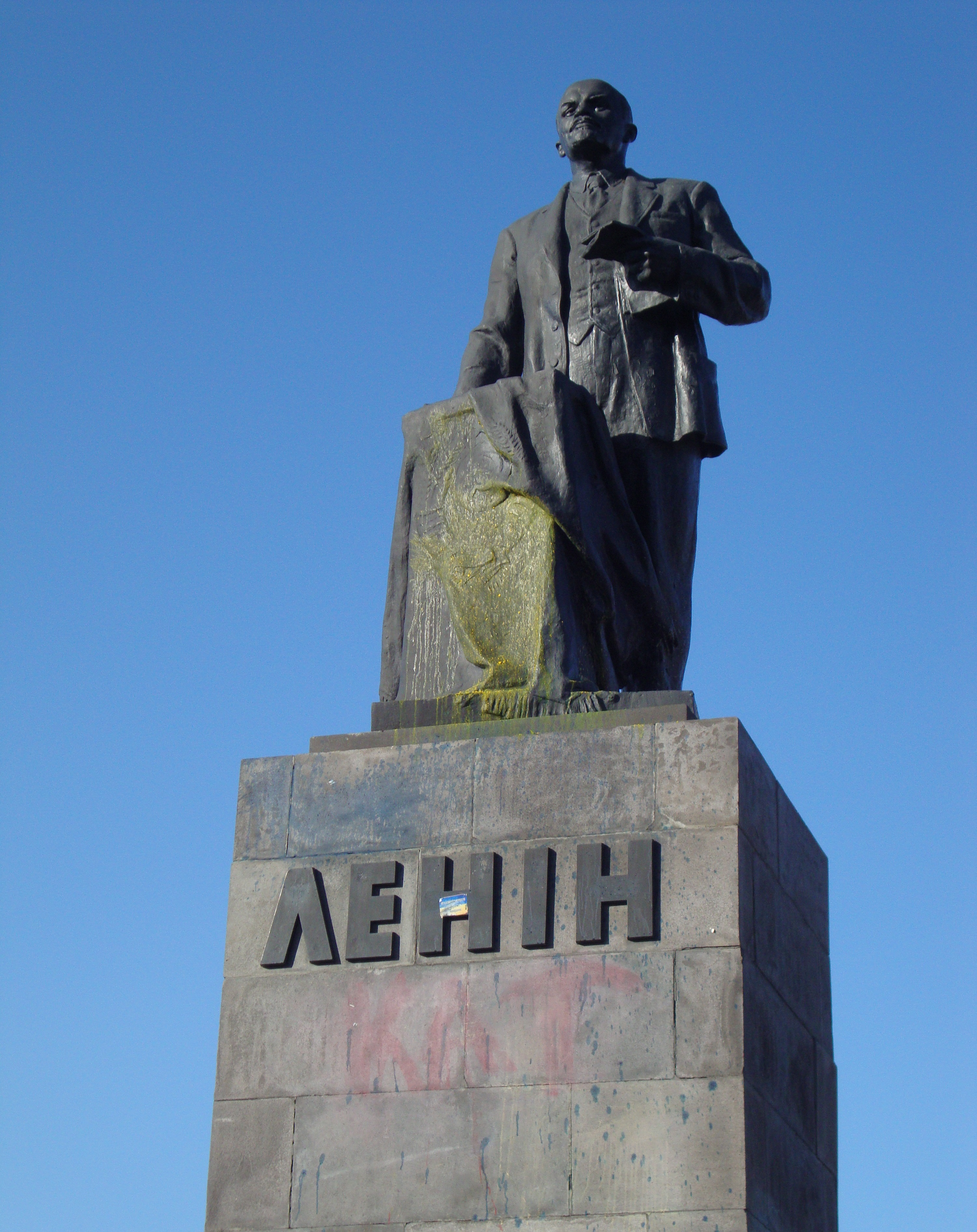
Облитий жовтою фарбою пам'ятник Леніну на площі Революції у Луганську; на постаменті червоною фарбою написане слово «Кат»

У цьому розділі наведено події, під час яких пам'ятники були пошкоджені, але не демонтовані, знесені чи повалені повністю.
1. 14 січня 2016 — Ізюм, Харківська область. Невідомі облили пам'ятник Леніну білою фарбою[334].
2. 27 січня 2016 — Донецьк. Невідомі вибухом частково пошкодили пам'ятник Леніну на центральній однойменній площі[335].
3. 22 квітня 2016 — Лиманське, Роздільнянський район, Одеська область. Невідомі у військовій формі демонтували верхню частину пам'ятника Леніну[336][337][338].
4. 5 червня 2016 — Мартоноша. У пам'ятників Леніну та Горькому відламано голови.[339]
5. 29 липня 2016 — Ялта, Крим — Зірвано голову з обеліска[340]

## Повалення та пошкодження пам'ятників Леніну поза межами України
1. 19 січня — Орел, Росія[341].
2. 24 лютого — Мінськ, Білорусь. Під час будівництва дороги будівельники з невизначених мотивів знесли пам'ятник Леніну, який не заважав роботам[342].
3. 21 вересня Нью-Йорк — на Хаустон-стріт в Нижньому Манхеттені демонтовано статую Леніна на даху тринадцятиповерхової будівлі Ред-Сквер.[343]

## Опір Ленінопаду
Крім людей, які підтримують знесення пам'ятників, пов'язаних із більшовицьким минулим, є й такі, хто чинить цьому опір.

### Пам'ятники, які зрештою були демонтовані
- Козельщина, Полтавська область. 25 лютого 2014 — на черговій сесії Козельщинської селищної ради було розглянуто чотири пропозиції: демонтувати Леніна беззаперечно; демонтувати і на його місці встановити пам'ятник Тарасові Шевченку; однозначно залишити; провести соцопитування серед населення і, спираючись на думку громади, прийняти остаточне рішення. Депутати схилилися до останньої пропозиції[344]. За даними телефонного опитування стосовно долі пам'ятника Леніну, із 920 опитаних мешканців селищної ради, 805 осіб висловили думку про те, щоб не чіпати його, 105 — підтримали ідею демонтажу і 10 — утрималися[345]. Монумент було таки демонтовано 11 лютого 2016 р.р
- Гребінка, Полтавська область. 12 листопада 2014 — За заявою місцевих комуністів пам'ятник Леніну, який було зруйновано 8 січня 2014 року, силами місцевих комуністів до річниці більшовицького перевороту 1917 року було відновлено[346]. Остаточно демонтований 15 лютого 2016 року.
- Ушомир, Коростенський район, Житомирська область. 6 липня 2014 — Мешканці села (близько 20 осіб), обурені намірами представників ВО «Свобода» зруйнувати пам'ятник В. І. Леніну, завадили у знесенні монумента[347]. Остаточно монумент було повалено взимку-навесні 2015 року.
- Запоріжжя. 17 березня 2016 року о 13:15 було демонтовано центральний міський пам'ятник Леніну. Роботи з демонтажу тривали 30 годин, адже було вирішено відпиляти статую від гранітного постаменту алмазним тросом, останній декілька разів рвався що додатково сповільнювало роботи. До 17.03.16 цей пам'ятник був найбільшим на неокупованій території Україні. Через це можливості його знести без спецтехніки практично не було. У жовтні 2014 р. пам'ятник одягнули у величезну вишиванку. За задумом ініціаторів, це мало б врятувати величезний монумент від знесення[348]. Одначе патріотично налаштованих активістів це не зупинило. На початку 2015 р. у мережі з'явилась інформація, що активісти виражають готовність оплатити роботи з демонтажу пам'ятника (оренду крана й роботу фахівців). Імовірно, виходячи з цих подій наприкінці січня 2015 р. місцева влада вирішила додатково обгородити монумент[349]. 31 січня місцеві активісти після велелюдного мітингу вчинили спробу знести пам'ятник, але їм завадила поліція[350]. Більше того, понад 100 активістів — прихильників знесення пам'ятника було затримано[351]. Місцеві патріоти тоді дали владі тиждень, аби вона самостійно демонтувала ідола. В іншому випадку обіцяли прийти знову і бути «більш рішучими»[352].
- Веселе, Запорізька область. Місцеві комуністи відновили нещодавно знесеного Леніна[353]. Демонтовано 29 березня 2016 року[89].
- Михайлівка, Запорізька область. Відновлено навесні 2015 року[354]. Остаточно демонтовано в березні 2016 року.[354]
- Барвінкове, Харківська область. 26 лютого 2014 — на XXXVII сесії Барвінківської міської ради VI скликання депутати прийняли рішення відмовити в демонтуванні пам'ятника. За словами в.о. голови райдержадміністрації, зараз об'єкт охороняється[355]. Демонтовано 12 квітня 2016 року[109].
- Лиманське, Роздільнянський район, Одеська область. Декілька ночей «захисники» чергували біля одного з пам'ятників Леніну після невдалої спроби знести його невідомими. 26 січня 2015 р. ленінопад дістався і Лиманського[356], але був знесений бюст Леніну, а не пам'ятник, який захищали. 7 квітня 2016 року місцеві жителі, які були напідпитку, напали з кулаками на журналістів одеського «7 телеканалу», «Думська ТБ» та прес-секретаря Одеської облради, під час підготовки до демонтажу пам'ятника Леніну[357][358][359]. 22 квітня невідомі у військовій формі демонтували верхню частину пам'ятника Леніну[360][361]. Демонтована частина з головою до плечей сильно пошкоджена при падінні. 25 квітня пам'ятник був повністю демонтований[130].
- Одеса. 17 травня розпочато демонтаж найбільшого останнього пам'ятника Леніна, в парку Савицького (колишньому парку Ленінського комсомолу). Роботи було припинено. 28 травня 2016 року демонтовано остаточно[362].
- Семенівка, Чернігівська область. Літо 2015 року. Місцеві комуністи відновили нещодавно знесеного Леніна[363]. Але 31 травня 2016 року Ленін був демонтований остаточно[364].
- Талалаївка, Чернігівська область. кінець лютого — початок березня 2014 — За інформацією із вебсайту КПУ, українські патріоти ухвалили рішення звалити пам'ятник Леніну в райцентрі. Автомобільний кран спробував демонтувати бронзову фігуру. Але спроба виявилася невдалою. Тоді українські активісти повитягували на постамент автомобільні шини і підпалили[365]. 10 червня 2016 року пам'ятник було демонтовано[165][166].

### Пам'ятники, які залишились стояти або були відновлені
Станом на червень 2016 року на території контрольованій Україною не лишилось пам'ятників Леніну які залишились стояти після спроб їх демонтажу чи були відновлені після повалення.
На окупованій території:
- Кадіївка, Луганщина. 24 лютого біля пам'ятника Леніну до півночі стояли його «захисники», однак, не дочекавшись опонентів, розійшлись додому[366].
- Ялта, Крим. Пам'ятник Леніну залишено.
- Зуя, Крим. Влада Криму відновила пам'ятник Леніну, з яким асоціюється відома пародія «Лєніна свалілі»[367][368][369].
- Новоазовськ, Донецька область. Російські окупанти і незаконні збройні формування ДНР відновили пам'ятник, знесений в серпні 2014 р.[370].
- Шахтарськ. Пошкоджений пам'ятник відреставровано навесні 2015 року.
- Дебальцеве. 2 пошкоджені пам'ятники відреставровано.
- Донецьк. Пошкоджений вибухом у січні 2016 р. головний пам'ятник Ленінові відреставровано.
- Донецьк, шахта Кіровська. Відкрито новий пам'ятник 6 травня 2015 року.